# Ilir Latifi
Ilir Latifi (Malmö, 28 de julio de 1982) es un artista marcial mixto sueco que actualmente compite en la categoría de peso pesado en Ultimate Fighting Championship donde está clasificado en la 9.º posición en los rankings oficiales de la UFC del peso semipesado.

## Carrera de artes marciales mixtas

### Ultimate Fighting Championship
Latifi hizo su debut en UFC contra el entonces #10 clasificado, el excampeón de peso semipesado de Strikeforce, Gegard Mousasi, el 6 de abril de 2013 en UFC en Fuel TV 9, con cuatro días de antelación, recortando peso de 105 kg (231 lbs) a 93,4 kg (206 lbs), reemplazando a su compañero de entrenamiento lesionado Alexander Gustafsson. Latifi perdió ante Mousasi por decisión unánime. Después de la pelea, el presidente de UFC, Dana White, elogió a Latifi por pelear contra un top 10 como Mousasi en tan poco tiempo y prometió que Latifi tendría otra pelea en la promoción.
En su segunda pelea con la promoción, Latifi peleó contra el veterano peleador de MMA y kickboxing Cyrille Diabaté el 8 de marzo de 2014 en UFC Fight Night 37. Ganó la pelea por sumisión en la primera ronda. Su oponente, Diabaté, se retiró de las MMA después de su derrota ante Latifi.
Posteriormente se esperaba que Latifi se enfrentara a Tom Lawlor el 19 de julio de 2014 en UFC Fight Night 46. Sin embargo, Lawlor tuvo que retirarse de la pelea por una lesión, y fue reemplazado por Chris Dempsey, que hacía su debut en la compañía. Ganó la pelea tras un nocaut en el primer asalto.
Latifi enfrentó a Jan Błachowicz el 4 de octubre de 2014 en UFC Fight Night 53. Perdió la pelea por nocaut técnico en la primera ronda después de haber sido visiblemente herido por una patada en el hígado.
Latifi se enfrentó a Hans Stringer el 18 de julio de 2015 en UFC Fight Night 72. Ganó la pelea por nocaut después de derribar a Stringer con un derechazo y seguir con golpes en el suelo, deteniendo la pelea a los 56 segundos de la primera ronda.
Latifi se enfrentó a Sean O'Connell el 17 de enero de 2016 en UFC Fight Night 81. Ganó la pelea por nocaut, después de un gancho de derecha que lo derribó sobre el lienzo, a los 28 segundos de la primera ronda. Después de la pelea, Latifi expresó su deseo de pelear en un evento principal en su ciudad natal, Malmö.
Latifi se enfrentó a Gian Villante el 5 de marzo de 2016 en UFC 196. Ganó la pelea por decisión unánime.
Latifi se enfrentó a Ryan Bader el 3 de septiembre de 2016 en UFC Fight Night 93. Perdió la pelea por nocaut en la segunda ronda.
Latifi se enfrentó al prospecto invicto Tyson Pedro el 9 de septiembre de 2017 en el UFC 215. Ganó la pelea por decisión unánime, causándole a Pedro la primera derrota de su carrera.
Estaba previsto que Latifi enfrente a Ovince Saint Preux el 27 de enero de 2018 en UFC on Fox 27. Sin embargo, se lesionó durante una sesión de entrenamiento y se vio obligado a retirarse del evento y la pelea fue cancelada. El combate fue programado de nuevo y tuvo lugar el 24 de febrero de 2018 en UFC on Fox 28. Latifi ganó la pelea por sumisión en la primera ronda. Tras la victoria, Latifi recibió el premio a la Actuación de la Noche.
Latifi se enfrentó a Corey Anderson el 29 de diciembre de 2018 en UFC 232. Perdió la pelea por decisión unánime.

## Récord en las artes marciales mixtas
| Resultado     | Récord   | Oponente           | Método                                       | Evento                                      | Fecha                   | Ronda | Tiempo | Localización              | Notas                                                        |
| ------------- | -------- | ------------------ | -------------------------------------------- | ------------------------------------------- | ----------------------- | ----- | ------ | ------------------------- | ------------------------------------------------------------ |
| Derrota       | 14–8 (1) | Derrick Lewis      | Decisión (unánime)                           | UFC 247                                     | 8 de febrero de 2020    | 3     | 5:00   | Houston, Texas            | Regreso al peso pesado.                                      |
| Derrota       | 14–7 (1) | Volkan Oezdemir    | KO (golpe)                                   | UFC Fight Night: Shevchenko vs. Carmouche 2 | 10 de agosto de 2019    | 2     | 4:31   | Montevideo                |                                                              |
| Derrota       | 14–6 (1) | Corey Anderson     | Decisión (unánime)                           | UFC 232                                     | 29 de diciembre de 2018 | 3     | 5:00   | Inglewood, California     |                                                              |
| Victoria      | 14–5 (1) | Ovince Saint Preux | Sumisión técnica (standing guillotine choke) | UFC on Fox: Emmett vs. Stephens             | 24 de febrero de 2018   | 1     | 3:48   | Orlando, Florida          | Actuación de la Noche.                                       |
| Victoria      | 13–5 (1) | Tyson Pedro        | Decisión (unánime)                           | UFC 215                                     | 9 de septiembre de 2017 | 3     | 5:00   | Edmonton, Alberta, Canadá |                                                              |
| Derrota       | 12–5 (1) | Ryan Bader         | KO (rodillazo)                               | UFC Fight Night: Arlovski vs. Barnett       | 3 de septiembre de 2016 | 2     | 2:06   | Hamburgo, Alemania        |                                                              |
| Victoria      | 12–4 (1) | Gian Villante      | Decisión (unánime)                           | UFC 196                                     | 5 de marzo de 2016      | 3     | 5:00   | Las Vegas, Nevada         |                                                              |
| Victoria      | 11–4 (1) | Sean O'Connell     | KO (golpes)                                  | UFC Fight Night: Dillashaw vs. Cruz         | 17 de enero de 2016     | 1     | 0:30   | Boston, Massachusetts     |                                                              |
| Victoria      | 10–4 (1) | Hans Stringer      | KO (golpes)                                  | UFC Fight Night: Bisping vs. Leites         | 18 de julio de 2015     | 1     | 0:56   | Glasgow, Escocia          |                                                              |
| Derrota       | 9–4 (1)  | Jan Błachowicz     | TKO (patada al cuerpo y golpes)              | UFC Fight Night: Nelson vs. Story           | 4 de octubre de 2014    | 1     | 1:58   | Estocolmo, Suecia         |                                                              |
| Victoria      | 9–3 (1)  | Chris Dempsey      | KO (golpes)                                  | UFC Fight Night: McGregor vs. Brandao       | 19 de julio de 2014     | 1     | 2:07   | Dublin, Irlanda           |                                                              |
| Victoria      | 8–3 (1)  | Cyrille Diabaté    | Sumisión (ninja choke)                       | UFC Fight Night: Gustafsson vs. Manuwa      | 8 de marzo de 2014      | 1     | 3:02   | Londres, Reino Unido      |                                                              |
| Derrota       | 7–3 (1)  | Gegard Mousasi     | Decisión (unánime)                           | UFC on Fuel TV: Mousasi vs. Latifi          | 6 de abril de 2013      | 3     | 5:00   | Estocolmo, Suecia         |                                                              |
| Victoria      | 7–2 (1)  | Jorge Oliveira     | Decisión (unánime)                           | Superior Challenge 8                        | 6 de octubre de 2012    | 3     | 5:00   | Malmö, Suecia             | Gana el título de la Superior Challenge del peso semipesado. |
| Victoria      | 6–2 (1)  | Tony Lopez         | Decisión (unánime)                           | Glory 1: Stockholm                          | 26 de mayo de 2012      | 3     | 5:00   | Estocolmo, Suecia         |                                                              |
| Victoria      | 5–2 (1)  | Denis Bogdanov     | Sumisión (americana)                         | United Glory 15                             | 23 de marzo de 2012     | 1     | 0:51   | Moscú, Rusia              |                                                              |
| Derrota       | 4–2 (1)  | Emanuel Newton     | Decisión (unánime)                           | Shark Fights 17: Horwich vs. Rosholt 2      | 15 de julio de 2011     | 3     | 5:00   | Frisco, Texas             |                                                              |
| Victoria      | 4–1 (1)  | Matteo Minonzio    | TKO (patada a la cabeza)                     | Strength and Honor Championship 2           | 10 de abril de 2010     | 1     | 4:29   | Geneva, Suiza             |                                                              |
| Derrota       | 3–1 (1)  | Tatsuya Mizuno     | TKO (rodillazo y golpes)                     | Rumble of the Kings 4                       | 20 de noviembre de 2009 | 3     | 0:15   | Estocolmo, Suecia         |                                                              |
| Victoria      | 3–0 (1)  | Darko Krbanjevic   | Sumisión (armbar)                            | Rumble of the Kings 3                       | 22 de mayo de 2009      | 1     | 1:43   | Malmö, Suecia             |                                                              |
| Victoria      | 2–0 (1)  | Luis Pinho         | Sumisión (golpes)                            | Rumble of the Kings 2                       | 27 de febrero de 2009   | 1     | 1:20   | Norrköping, Suecia        | Debut en el peso semipesado.                                 |
| Victoria      | 1–0 (1)  | Roman Mihocka      | KO (golpes)                                  | Superior Challenge 2                        | 25 de octubre de 2008   | 2     | 1:55   | Stockholm, Suecia         |                                                              |
| Sin resultado | 0–0 (1)  | Blagoy Ivanov      | Sin resultado (se rompió el ring)            | Real Pain Challenge 2                       | 17 de mayo de 2008      | 1     | 0:55   | Sofia, Bulgaria           |                                                              |